# Valiant (motorfietsmerk)
Valiant is een Amerikaans historisch merk van motorfietsen.
De bedrijfsnaam was Valiant Mfg. Co., New Orleans, Louisiana.
Amerikaans merk dat vanaf 1965 de productie van Simplex in New Orleans overnam. De gebruikte motorblokken waren Clinton 124 cc- viertakt-motormaaiermotoren. De productie werd voor 1970 beëindigd.